# 梅克倫堡王朝
梅克倫堡王朝（德語：Haus Mecklenburg），又称尼克罗亭王朝（Nikloting），是德國歷史（北德）上的一個斯拉夫王朝，建立者是梅克倫堡的普利比斯拉夫。該王朝在梅克伦堡地区统治至1918年。荷兰前女王朱丽安娜女王是梅克倫堡王朝的王室成员。